# Symphonie–1
A Symphonie–1 közös francia–német távközlési műhold volt.

## Küldetés
A távközlési szolgáltatásban mintegy 40 ország (nyugatról keletre, illetve északról délre) vett részt (végül 50 ország tudta igénybe venni a szolgáltatást). A programban részt vevő országok szerteágazó szolgáltatási technológiákkal rendelkeztek, amit sikerült összhangba állítani. A szolgáltatás telefonos- rádiós (132 rádióállomás) és műholdas televíziós (analóg és digitális műsorszórás) témákban működött.

## Jellemzői
A Francia Űrügynökség (CNES) és a Német Űrügynökség (DFVLR) együttműködésében készült és üzemeltetett.
Megnevezései: Symphonie–1; Symphonie MV–1; COSPAR: 1974 -101A; Kódszáma: 7578. Következő űreszköz: Symphonie–2.
1974. december 19-én Floridából, a Cape Canaveral légibázis LC–17B jelű indítóállásból egy Delta 2914 (599/D106) hordozórakétával indították. A műhold keringési ideje 1646,6 perces, a pálya 1,2 fokos hajlásszögű, geoszinkron pálya, melynek perigeuma 38 705 km, az apogeuma 40 919 km volt. A műhold tömege tömege 402 kg, műszerparkja 221 kg.
A műhold tervezett élettartama 5 év, tényleges működési ideje megközelítette a 10 évet. Egytengelyesen (egy kijelölt tengely körüli forgással) stabilizált űreszköz volt. Átviteli kapacitása  egyszerre 300 telefonhívás, egy televíziós csatorna és három rádiócsatorna. Pályaelemeinek időszakos módosítását gázfúvókákkal biztosították. Alakja hatszögletű prizma. Az űreszköz felületét napelemek borították, éjszakai (földárnyék) energia ellátását ezüst-cink akkumulátorok biztosították. Két parabolaantenna segítette az adatátvitelt, a kürt antenna adatfogadásra szolgált. A rendszer 90 MHz-es sávszélességgel dolgozott. A műhold segítségével lehetővé vált a Nemzetközi Vöröskereszt, az Egyesült Nemzetek Szervezete (ENSZ) békefenntartó misszióik, a katasztrófa-elhárítás gyors kapcsolatteremtése.
1983. augusztus 3-án a rendszert kikapcsolták.

## Külső hivatkozások
- Symphonie. lib.cas.cz. [2013. október 13-i dátummal az eredetiből archiválva]. (Hozzáférés: 2014. január 31.)
- Symphonie. astronautix.com. (Hozzáférés: 2014. január 31.)